# Serreta de Valldepins
La Serreta de Valldepins és una serra situada al municipi d'Ulldecona a la comarca del Montsià, amb una elevació màxima de 200 metres.
Aquesta petita aliniacó muntanyosa és una continuació en direcció SW del Massís del Montsià.